# Dzanabadzar Gombodordzsin
Dzanabadzar Gombodordzsin (Өндөр гэгээн Занабазар; 1635 – Peking, 1723) mongol buddhista pap és politikai vezető, az első Dzsepcundamba Kutuktu.
A mongol művelődés és művészet sokoldalú tehetsége, művelt tudós, aki a költészet, zene, festészet, orvostudomány, építészet területén egyaránt jártas volt. Irodalmi alkotásokat tanulmányozott, buddhista szövegeket fordított, és maga is alkotott imákat. Vallási szobrokat is készített bronzból, amelyek közül sok ma is megcsodálható templomokban és múzeumokban.

## Élete

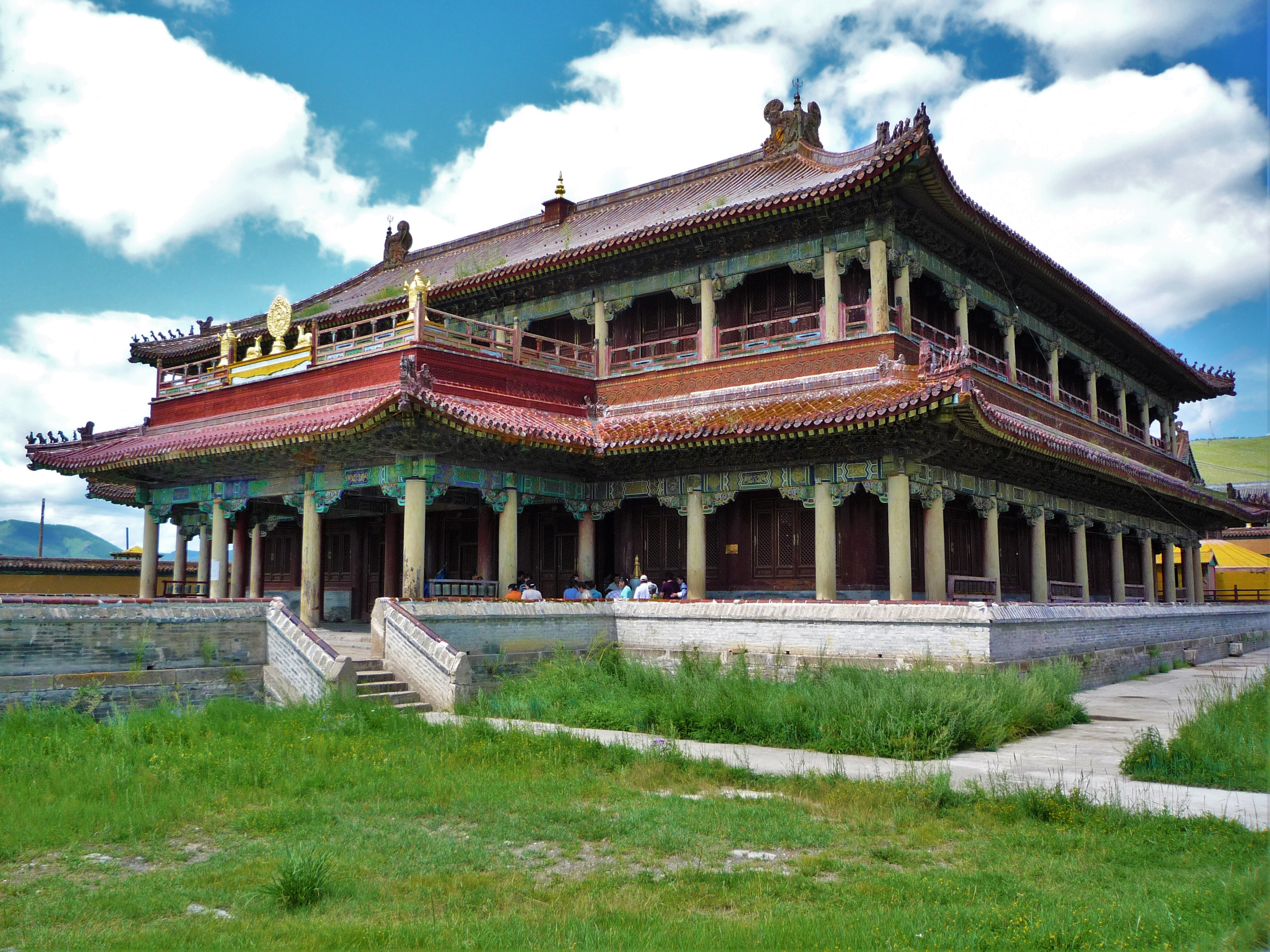
Amarbajasglant kolostor

Apja Gombodorj (1594–1655), egyike annak a három kalk kánnak, aki származását Dzsingisz kánhoz vezette vissza.   Gyermekkorában vallásos neveltetésben részesült, 15 éves korától Loszang Gyaco, az ötödik dalai láma és Loszang Csöki Gyalcen, a negyedik pancsen láma személyes tanításaiban részesült. A híres tibeti történetíró, Táranátha (1575–1634) megtestesüléseként ismerték el.
1688-ban a dzungárok megszállták Mongóliát, Dzanabadzar Belső-Mongólia területére menekült. 1691-ben meggyőzte a kalhaz vezetőket, hogy ismerjék el Kang-hszi kínai császár felsőbbrendűségét. 1693-ban Pekingbe, később Jeholba ment. 1701-ben tért vissza Mongóliába, ahol az Erdenedzuu kolostorban telepedett le. 1723-ban Jung-cseng kínai császár meghívására Pekingbe ment, ahol a feltételezések szerint meggyilkolták. Halála után hamvait Mongóliába vitték, és az Amarbajasglant kolostorban temették el.

## Tevékenysége
Felnőttként jelentős időt töltött a császári udvarban, több alkotása az uralkodók ihletésére készült. Műveinek stílusjegyei közé tartozott az ikonográfia követése, pontos ismerete, a nagy méret, a figurák természetes ábrázolása, a kézfejek és ujjak plasztikus megformálása. A mongol portréművészet megalapítójának tartják.
Élete során kolostorokat alapított, megtervezte a Nagy Kolostor Nagy Gyűlés Csarnokát, megszervezte az általa alapított kolostorok életét és rendjét.

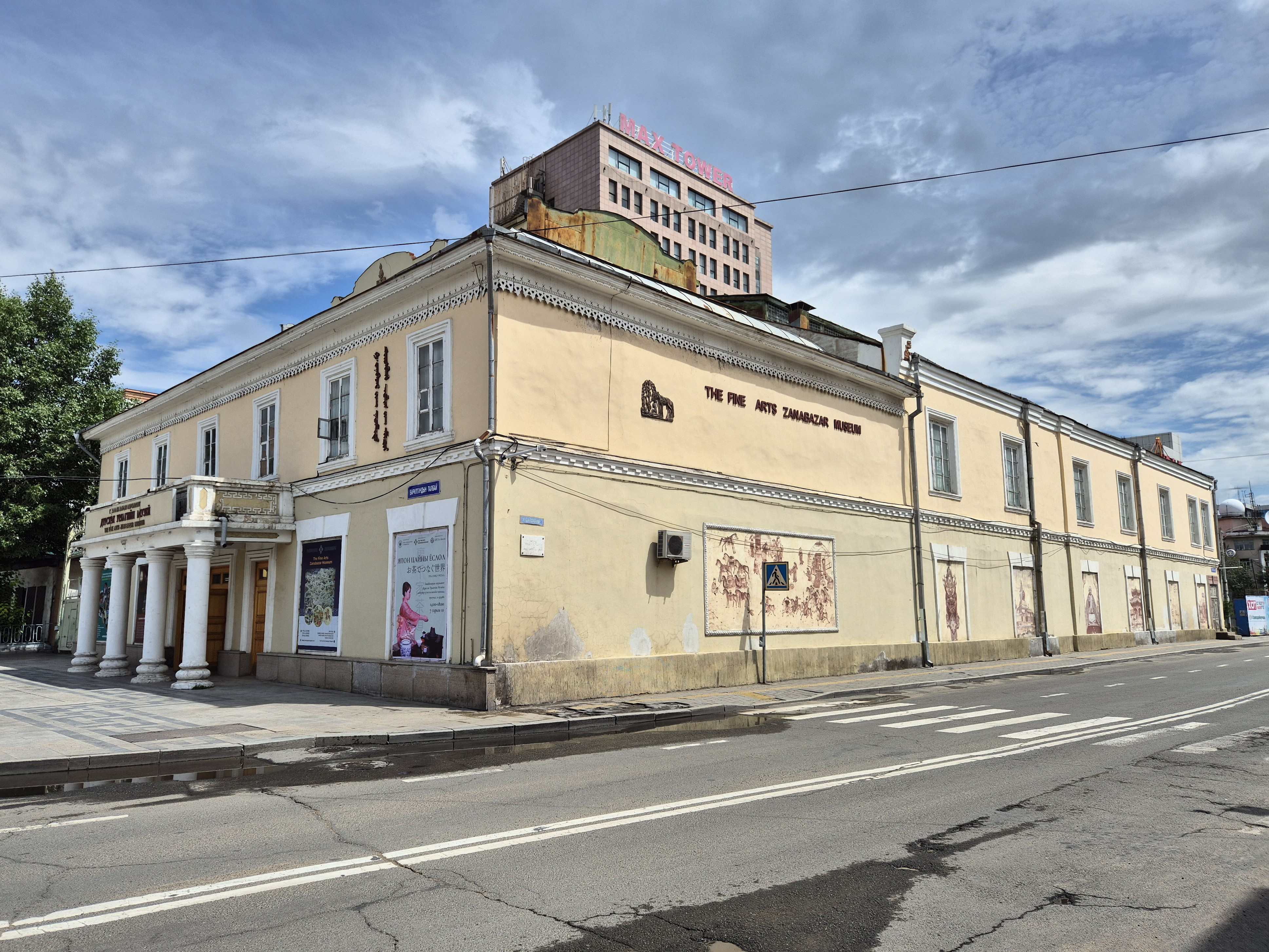
Dzanabadzar Múzeum

A szanszkrit és tibeti fordítások megkönnyítésére 1686-ban a három szent nyelv szavainak lejegyzésére kifejlesztett egy új írásrendszert a mongol nyelv írásához, a szojombót. Vallási témájú költeményeket alkotott tibeti nyelven, szertartási szövegeket hozott létre, szent könyveket másolt. Korabeli festményeket is neki tulajdonítanak, a szobrászatban kiemelkedő alkotó volt. Személyében egyesült a világi és az egyházi hatalom, ezért a politikában is döntő szerepet játszott. Tevékenysége révén Mongólia nemzeti jelképévé vált.

## Legenda
A legenda szerint Dzanabadzar felesége ugyanolyan képzett szobrász volt, mint ő. Az asszony 18 évesen halt meg, és a hamvait szent könyvek nyomtatására használták fel. Dzanabadzar állítólag az ő modellje alapján készítette el két szobrát. A fehér Tara fiatal szűzként, a zöld Tara testileg érett és érzéki nőként mutatja be az elvesztett kedvest.

## Emlékezete
- 1965-ben Ulánbátorban megnyitotta kapuit a Dzanabadzar Szépművészeti Múzeum, amely műveinek legnagyobb gyűjteményét tartalmazza.
- A Dzanabadzar Buddhista Egyetemet 1970-ben alapították Ulánbátorban.
- 2009-ben róla nevezték el a Zanabazar dinoszaurusz nemzetségét, amelynek maradványait Mongóliában fedezték fel.

## Képgaléria
Művészeti alkotásai

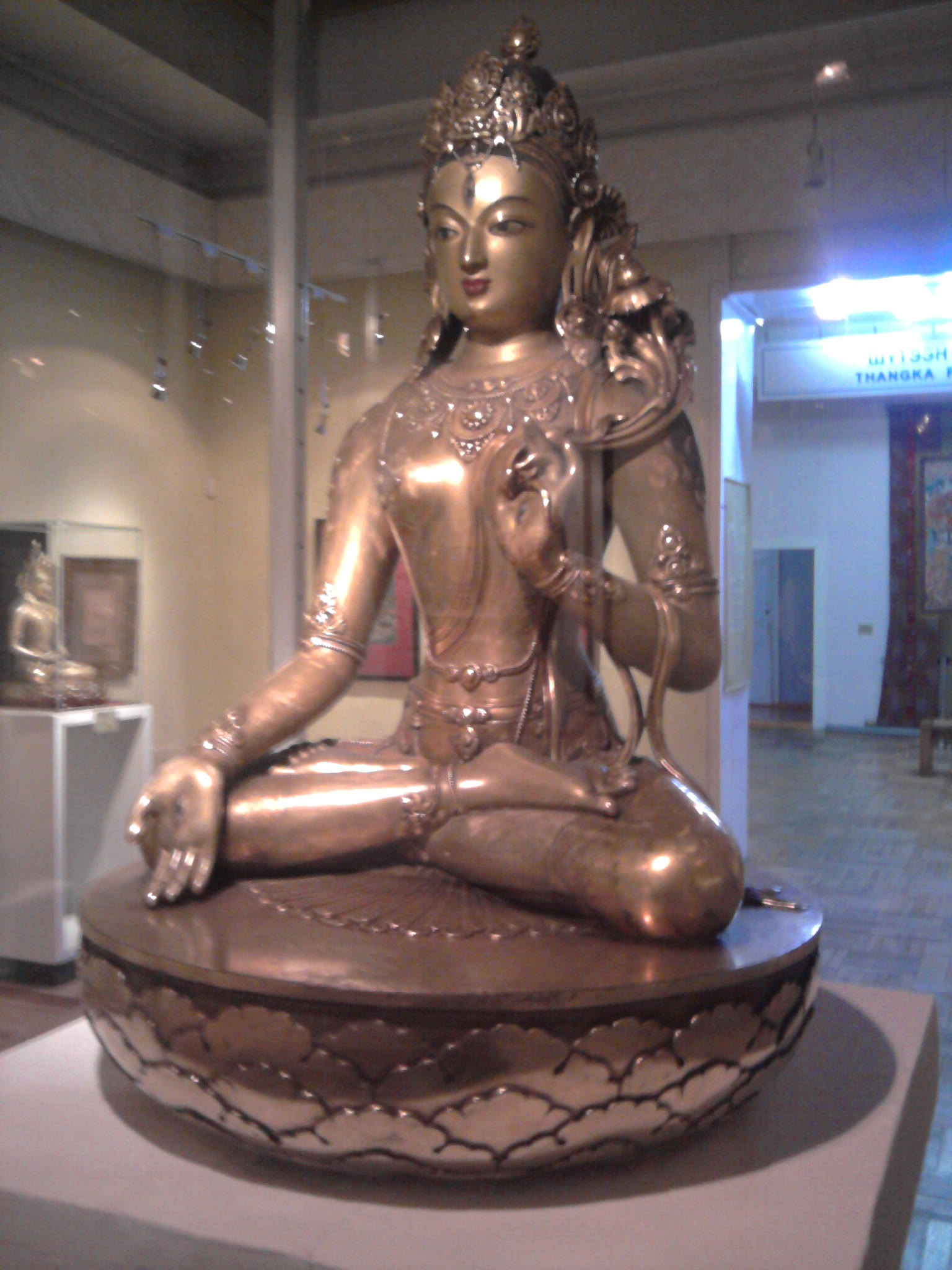
Fehér Tara
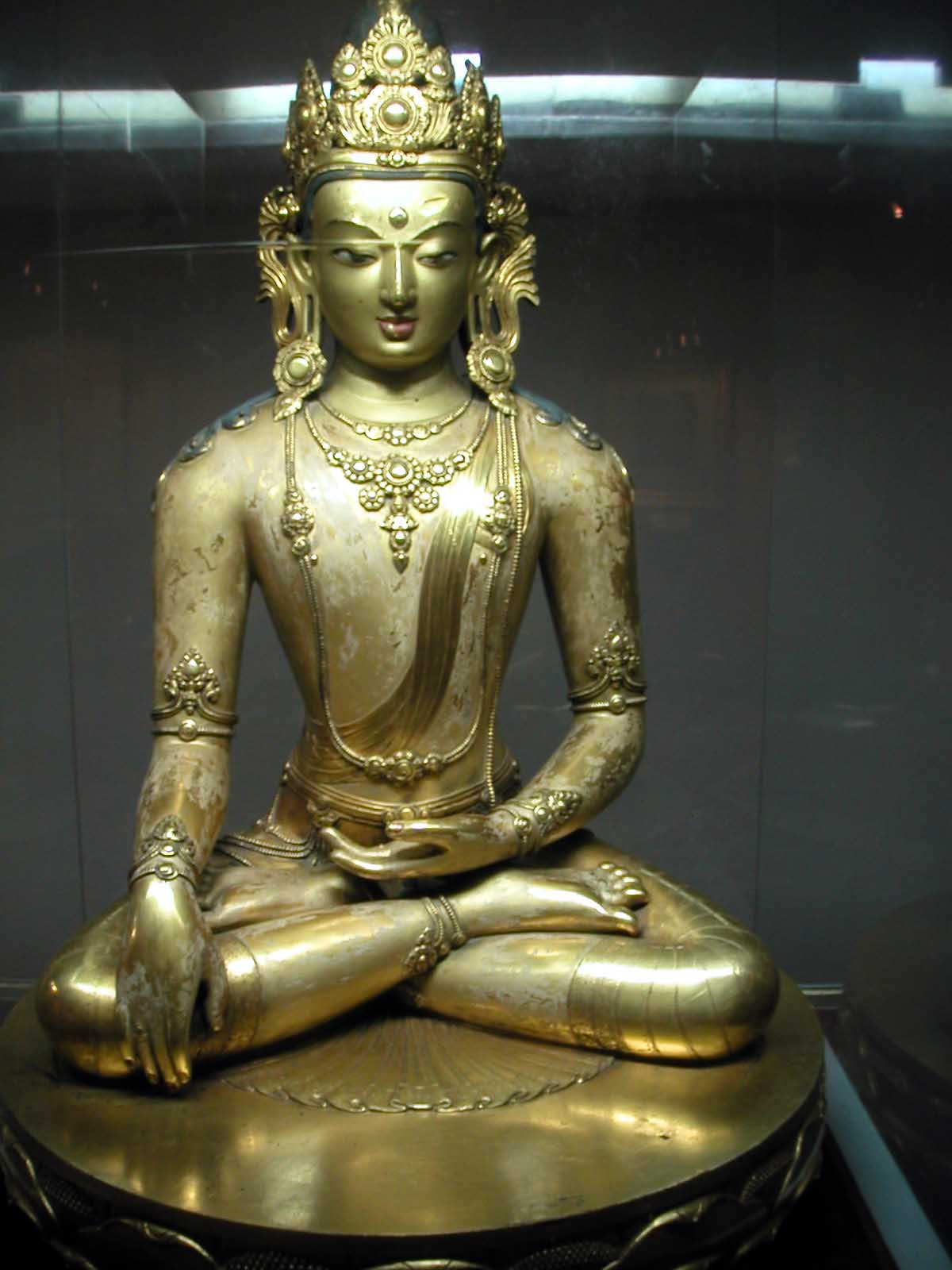
Aksobhja szobra
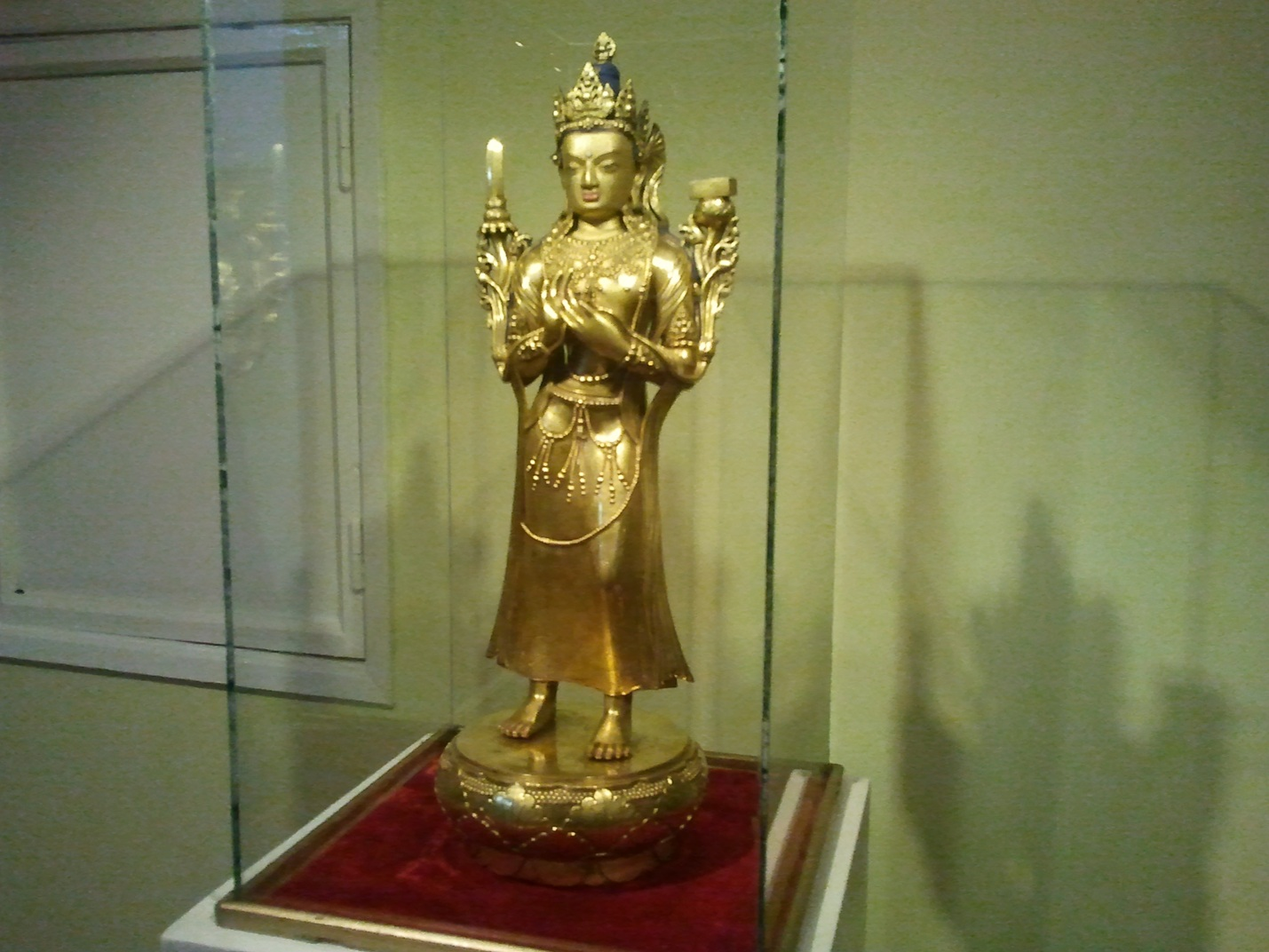
Mandzsusrí szobra
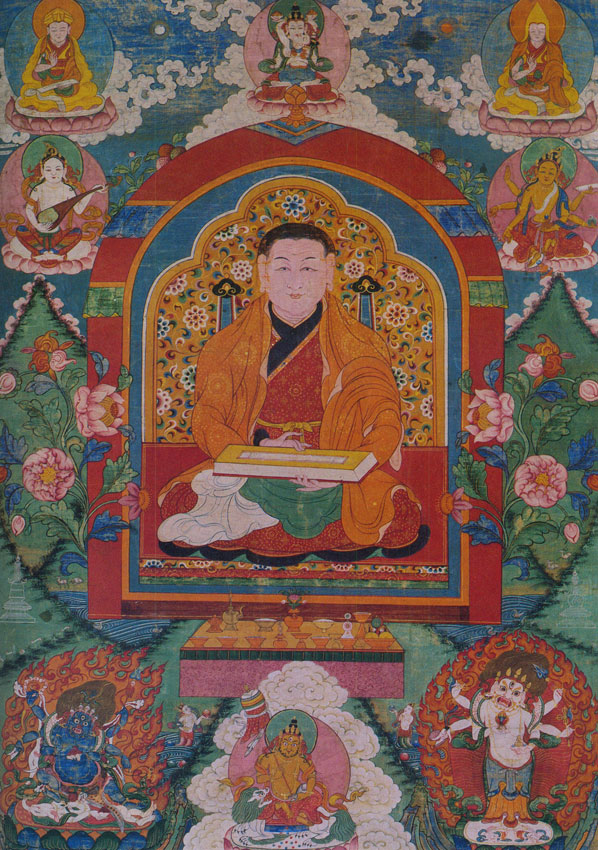
Önarckép, 17. század vége vagy 18. század eleje

## Fordítás
- Ez a szócikk részben vagy egészben  a   Dzanabadzar című lengyel Wikipédia-szócikk ezen változatának fordításán alapul.  Az eredeti cikk szerkesztőit annak laptörténete sorolja fel. Ez a jelzés csupán a megfogalmazás eredetét és a szerzői jogokat jelzi, nem szolgál a cikkben szereplő információk forrásmegjelöléseként.